# Nangloi Jat
Nangloi Jat è una suddivisione dell'India, classificata come census town, di 150.371 abitanti, situata nel distretto di Delhi Ovest, nello territorio federato di Delhi. In base al numero di abitanti la città rientra nella classe I (da 100.000 persone in su).

## Geografia fisica
La città è situata a 28° 40' 60 N e 77° 4' 0 E e ha un'altitudine di 210 m s.l.m..

## Società

### Evoluzione demografica
Al censimento del 2001 la popolazione di Nangloi Jat assommava a 150.371 persone, delle quali 82.358 maschi e 68.013 femmine. I bambini di età inferiore o uguale ai sei anni assommavano a 25.249, dei quali 13.703 maschi e 11.546 femmine. Infine, coloro che erano in grado di saper almeno leggere e scrivere erano 94.685, dei quali 58.806 maschi e 35.879 femmine.